# Laguna Yaxtunilá
La  Laguna Yaxtunilá   es una laguna localizada en Guatemala, que está situada a 110 m s. n. m. Se ubica en el municipio de Sayaxché, en el departamento de Petén.